# Dirk Werner
Dirk Werner (ur. 25 maja 1981 roku w Hanowerze) – niemiecki kierowca wyścigowy.

## Kariera
Werner rozpoczął karierę w międzynarodowych wyścigach samochodowych w 1998 roku od startów w Formule BMW Junior. Z dorobkiem 219 punktów został sklasyfikowany na trzeciej pozycji w klasyfikacji generalnej. W późniejszych latach Niemiec pojawiał się także w stawce Formuły König, Niemieckiego Pucharu Ford Puma, Renault Clio V6 Germany, SEAT Leon Supercopa Germany, Porsche Supercup, Niemieckiego Pucharu Porsche Carrera, Le Mans Series, Grand American Rolex Series, American Le Mans Series, VLN Endurance, FIA GTN European Cup, 24-godzinnego wyścigu Le Mans, 24h Nürburgring, Blancpain Endurance Series, Deutsche Tourenwagen Masters, Dunlop 24H Dubai oraz United Sports Car Championship .

## Wyniki w 24h Le Mans
| Rok  | Zespół         | Partnerzy                  | Samochód   | Klasa   | Okr. | Poz. | Klasa Pos. |
| ---- | -------------- | -------------------------- | ---------- | ------- | ---- | ---- | ---------- |
| 2010 | BMW Motorsport | Andy Priaulx Dirk Müller   | BMW M3 GT2 | GT2     | 53   | NU   | NU         |
| 2011 | BMW Motorsport | Augusto Farfus Jörg Müller | BMW M3 GT2 | GTE Pro | 276  | NU   | NU         |